# Tsurezuregusa

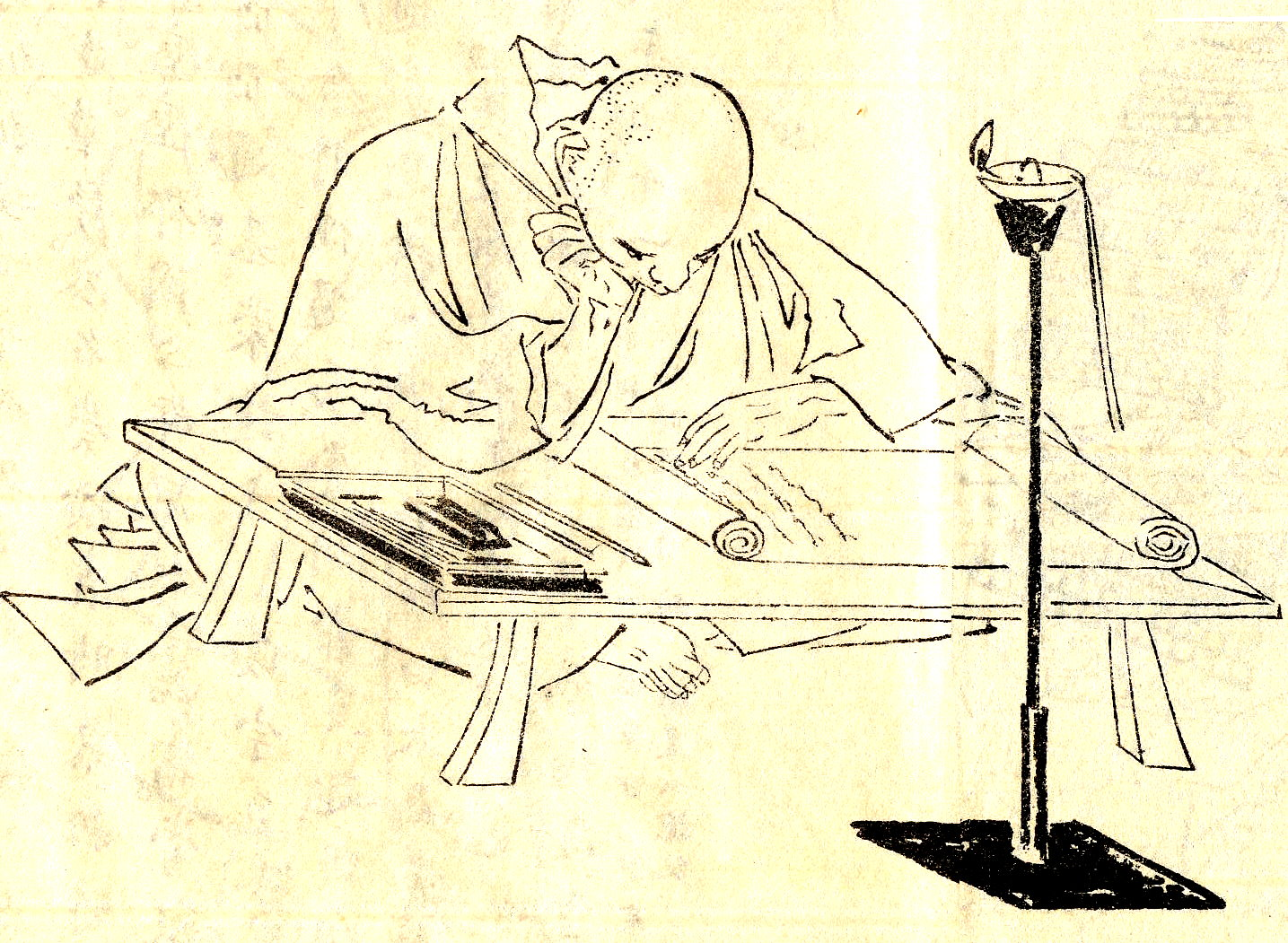
Yoshida Kenkō.

Le Tsurezuregusa (徒然草, Les Heures oisives) est une collection d'essais écrits par le moine japonais Yoshida Kenkō entre 1330 et 1332. L’œuvre est généralement considérée comme un joyau de la littérature japonaise médiévale et une des trois plus représentatives du genre zuihitsu avec le Makura no sōshi et le Hōjōki.
Le Tsurezuregusa comprend une préface et deux cent quarante-trois paragraphes dan (段), d'une longueur allant de la simple ligne à quelques pages. Moine bouddhiste, Kenkō écrit sur les vérités bouddhistes et des thèmes tels que la mort et l'impermanence prévalent dans l'œuvre qui contient également des passages consacrés à la beauté de la nature ainsi que certains incidents humoristiques. L'œuvre originale n'est ni divisée ni numérotée, la division remontant au XVIIe siècle.
L'ouvrage tient son titre du fait qu'il s'agit d'un sôshi (草紙) (terme ancien pour « livre », dont le premier caractère peut aussi se lire kusa) dont les premiers mots sont les suivants :

« つれづれなるまゝに、日暮らし、硯にむかひて、心にうつりゆくよしなし事を、そこはかとなく書きつくれば、あやしうこそものぐるほしけれ。 »

« Tsurezurenaru mama ni, hi kurashi, suzuri ni mukaite, kokoro ni utsuriyuku yoshinashigoto wo, sokowakatonaku kakitsukureba, ayashū koso monoguruoshikere. »

Cette préface est traduite en français par Charles Grosbois et Tomiko Yoshida de la manière suivante :

« Au gré de mes heures oisives, du matin au soir, devant mon écritoire, je note sans dessein précis les bagatelles dont le reflet fugitif passe dans mon esprit. Étranges divagations ! »

Le premier mot, tsurezure, est traduit par « mes heures oisives », ce qui a donné le titre français du livre.